# Calavino
Calavino is een voormalige gemeente in de Italiaanse provincie Trente (regio Trentino-Zuid-Tirol) en telde 1365 inwoners (31-12-2004). De oppervlakte bedroeg 12,8 km², de bevolkingsdichtheid was 107 inwoners per km². In Calavino ligt het kasteel Castel Toblino.
In 2016 is Calavino gefuseerd met Lasino tot de gemeente Madruzzo.

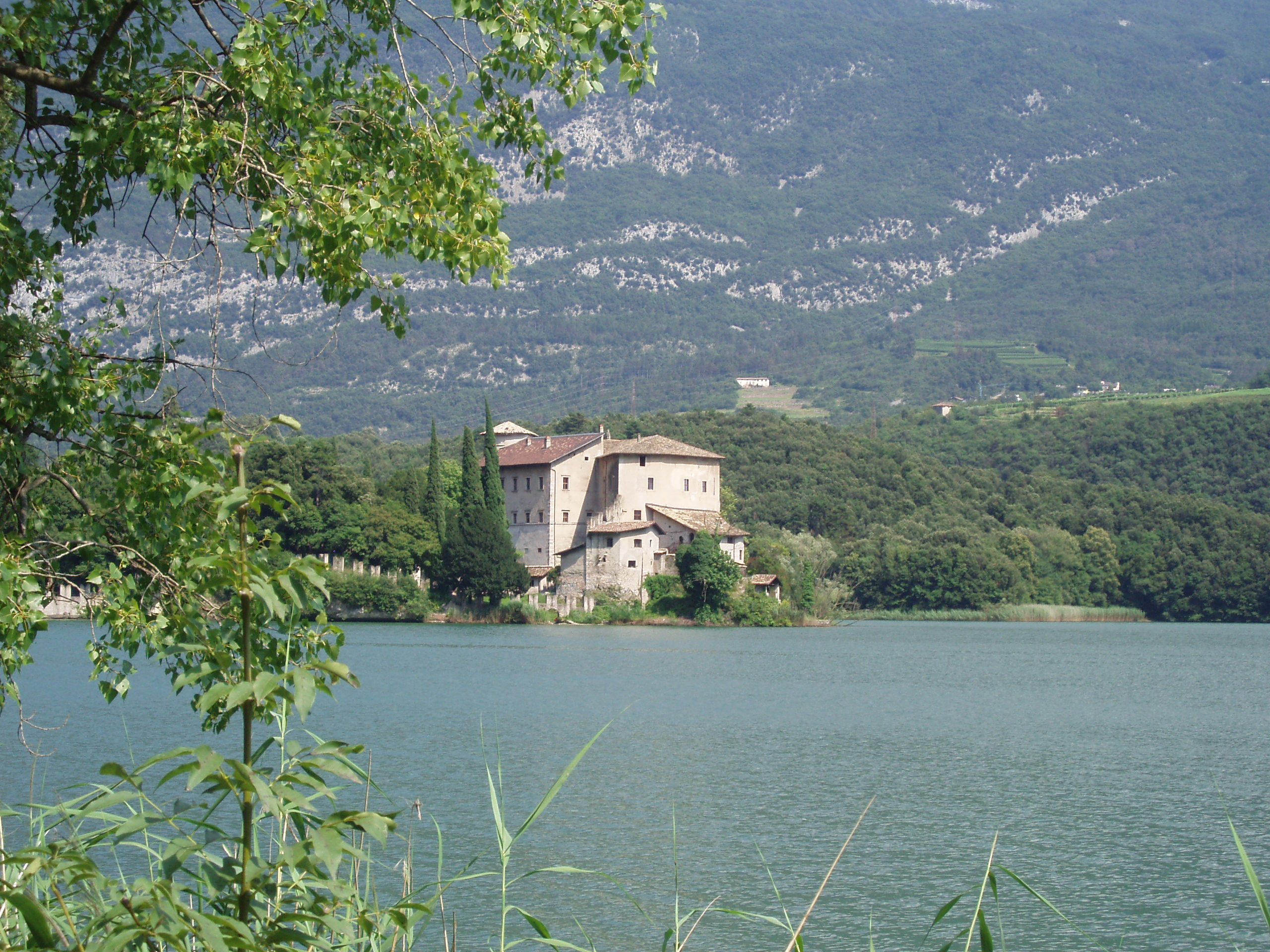
Castel Toblino

## Demografie
Calavino telde ongeveer 525 huishoudens. Het aantal inwoners steeg in de periode 1991-2001 met 4,2% volgens cijfers uit de tienjaarlijkse volkstellingen van ISTAT.
| Jaar | Inwoneraantal |
| ---- | ------------- |
| 1991 | 1177          |
| 2001 | 1226          |

## Geografie
Calavino grenst aan de volgende gemeenten of plaatsen: San Lorenzo in Banale, Trento, Vezzano, Padergnone, Lomaso, Lasino, Dro.